# Division 1 1898-1899
La Division 1 1898-1899 è stata la quarta edizione della massima serie del campionato belga di calcio disputata tra il 30 ottobre 1898 e il 16 aprile 1899 e conclusa con la vittoria del FC Liégeois, al suo terzo titolo.
Capocannoniere del torneo si confermò Franz König (Racing Club Bruxelles)

## Formula
Le squadre partecipanti furono nove e vennero suddivise in due gironi, uno da 4 e l'altro da 5. I vincitori dei raggruppamenti si incontrarono in una finale disputata con andata e ritorno per l'assegnazione del titolo.

## Squadre
| Squadra                              | Città     | Stadio | Stagione 1897-1898  |
| ------------------------------------ | --------- | ------ | ------------------- |
| FC Liégeois                          | Liegi     |        | Campione del Belgio |
| Royal Antwerp Football Club          | Anversa   |        | 5°                  |
| Léopold Club de Bruxelles            | Bruxelles |        | 3°                  |
| Racing Club Bruxelles                | Uccle     |        | 2°                  |
| Athletic & Running Club de Bruxelles | Uccle     |        | 4°                  |
| FC Brugeois                          | Bruges    |        | tornei minori       |
| Sport Pédestre de Gand               | Gand      |        | tornei minori       |
| Oostendensche FC                     | Ostenda   |        | tornei minori       |
| AC Gantois                           | Gand      |        | tornei minori       |

## Classifica finale

### Gruppo A
|  | Pos. | Squadra                              | Pt | G | V | N | P | GF | GS | DR  |
|  | ---- | ------------------------------------ | -- | - | - | - | - | -- | -- | --- |
|  | 1.   | FC Liégeois                          | 16 | 8 | 8 | 0 | 0 | 37 | 5  | +17 |
|  | 2.   | Racing Club de Bruxelles             | 8  | 8 | 4 | 0 | 4 | 30 | 21 | +3  |
|  | 3.   | Léopold Club de Bruxelles            | 7  | 8 | 3 | 1 | 4 | 17 | 21 | +1  |
|  | 4.   | Athletic & Running Club de Bruxelles | 7  | 8 | 3 | 1 | 4 | 18 | 34 | -16 |
|  | 5.   | Royal Antwerp Football Club          | 2  | 8 | 1 | 0 | 7 | 11 | 32 | -5  |

Legenda:

      Ammesso alla finale
Note:

Due punti a vittoria, uno a pareggio, zero a sconfitta.

### Gruppo B
|  | Pos. | Squadra                | Pt | G | V | N | P | GF | GS | DR |
|  | ---- | ---------------------- | -- | - | - | - | - | -- | -- | -- |
|  | 1.   | FC Brugeois            | ?  | ? | ? | ? | ? | ?  | ?  | ?  |
|  | 2.   | Oostendensche FC       | ?  | ? | ? | ? | ? | ?  | ?  | ?  |
|  | 3.   | AC Gantois             | ?  | ? | ? | ? | ? | ?  | ?  | ?  |
|  | 4.   | Sport Pédestre de Gand | ?  | ? | ? | ? | ? | ?  | ?  | ?  |

Legenda:

      Ammesso alla finale
Note:

Due punti a vittoria, uno a pareggio, zero a sconfitta.

### Finale
L'incontro di andata si disputò il 19 marzo mentre quello di ritorno il 16 aprile 1899.
| Liegi 19 marzo 1899 | FC Liégeois | 2 – 0 | FC Brugeois |  |

| Bruges 16 aprile 1899 | FC Brugeois | 3 – 4 | FC Liégeois |  |

## Verdetti
- FC Liégeois campione del Belgio 1898-99.